# Tiefenbachkogel
De Tiefenbachkogel is een 3307 meter hoge bergtop in de Ötztaler Alpen in het Oostenrijkse Tirol.
De berg ligt in de Weißkam, aan de oostelijke rand van de Mittelbergferner. Op de oostelijke flank van de berg ligt de Tiefenbachferner. Een halve kilometer ten noorden van de top ligt de 3367 meter hoge Innere Schwarze Schneid, een halve kilometer ten zuiden van de top ligt de 3309 meter hoge Mutkogel. Over de Tiefenbachferner lopen meerdere liftinstallaties, waaronder de Tiefenbachbahn, die skiën op deze gletsjer, op de flanken van de Tiefenbachkogel, mogelijk maken.
Een beklimming van de berg vanaf de Braunschweiger Hütte via de Karlesferner, de Hangender Ferner en de noordelijke graat duurt ongeveer tweeënhalf uur (UIAA-moeilijkheidsgraad I).